# Vụ sát hại Charles Dean và Neil Sharman

Chân dung Charlie Dean

Charles Dean và Neil Sharman là công dân người Mỹ và người Úc, đi du lịch qua Đông Nam Á trong một chuyến du lịch bụi vào năm 1974 thì bị quân du kích Cộng sản bắt cóc và giết chết. Charles "Charlie" Dean (24 tuổi) là em trai của chính khách tương lai và Chủ tịch Ủy ban Quốc gia Đảng Dân chủ Howard Dean, Chủ tịch Democracy for America Jim Dean, và nhà hoạt động chính trị Bill Dean. Neil Sharman (23 tuổi), là một nhà báo đang tạm dừng sự nghiệp của mình để đi khám phá thế giới. Cả hai đều bị quân du kích cộng sản Pathet Lào bắt giam và giết chết.
Ngày 14 tháng 11 năm 2003, hài cốt của Dean được hồi hương về Mỹ, và hài cốt của Sharman được hồi hương về Úc.

## Charles Dean
Dean lớn lên ở Manhattan và nhận lời làm cố vấn tình nguyện vào mùa hè cho hãng Boys Harbor.  Dean tốt nghiệp Đại học North Carolina tại Chapel Hill, hoạt động tích cực trong hội đồng sinh viên và phong trào phản chiến năm 1972. Năm 1972, ông tiếp tục làm điều phối viên Quận Cam, North Carolina cho chiến dịch tranh cử tổng thống năm 1972 của ứng viên Đảng Dân chủ George S. McGovern.
Năm 1973, Dean tới Nhật Bản bằng chuyên cơ chở hàng, sau đó tới Úc làm việc tại một trại chăn nuôi cừu trong 9 tháng. Tại nơi đây, anh đã gặp nhà báo người Úc Neil Sharman.  Năm 1974, hai người sang Lào thăm một người bạn của gia đình Dean đang làm việc cho USAID. 
Cùng với Sharman, Dean ở trong một căn nhà gỗ trên sông Mê Kông, dự định gặp một người bạn khác đang phục vụ trong Đoàn Hòa bình ở Nepal. Đầu tháng 9 năm 1974, Dean và Sharman đi bè xuôi dòng sông Mê Kông đến Thái Lan. Họ bị quân du kích cộng sản Pathet Lào chặn lại tại một trạm kiểm soát gần một ngôi làng nhỏ tên là Pak Him Boun, cách thủ đô Viêng Chăn của Lào hai dặm về phía đông nam, rồi tống giam hai người này, dường như tin rằng họ là gián điệp vì họ mang theo máy ảnh.
Cha mẹ Dean liền bay tới Lào gặp Thủ tướng Souvanna Phouma và Thủ tướng Hoàng thân Souphanouvong vào tháng 5 năm 1975 nhằm nỗ lực đòi trả tự do cho Dean và Sharman. Chính phủ Mỹ đề nghị phóng thích cả Dean và Sharman. Dean được phân loại là POW-MIA mặc dù anh ta là dân thường, dẫn đến lời suy đoán rằng anh ta đang làm việc cho Cơ quan Tình báo Trung ương (CIA). Theo lời Howard Dean kể lại, cha mẹ ông tin điều này là đúng mặc dù Howard Dean thì không. CIA cho biết họ không có hồ sơ nào cho thấy Charles Dean từng làm việc cho họ.
Một buổi lễ tưởng niệm Dean được tổ chức tại Nhà thờ St. Luke's Episcopal ở East Hampton, New York, vào năm sau cái chết được cho là của anh.

## Neil Sharman
Neil Sharman, trước đây từng làm phóng viên cho tờ Sydney Morning Herald, đang làm việc cho tờ Northern Territory News khi ông viết thư để nói với anh trai mình vào năm 1973 rằng ông đang xách ba lô và đi thăm thú "Indonesia, Malaysia, Ấn Độ và tất cả những nơi ở giữa. Có lẽ là các nước Ả Rập (Nếu chúng em khó mà bị họ bắn gục)". Bạn gái của Sharman tên là Joy Hooper, có đi cùng hai người bọn họ, đã tìm kiếm thông tin về hai người này một cách tuyệt vọng, thẩm vấn các quan chức chính phủ khắp khu vực trong vài tháng trước khi quay trở về Úc.

## Hành quyết
Mặc dù không được biết đến rộng rãi vào thời điểm đó, Dean và Sharman đã bị Pathet Lào xử tử vào khoảng ngày 14 tháng 12 năm 1974.  Năm 2000, lời kể của những người chứng kiến hai thanh niên bị giết đã giúp xác định địa điểm nơi người ta tin rằng Dean và Sharman được chôn cất.  Việc kiểm tra hài cốt sau khi được phục hồi năm 2003 cho thấy hai người bọn họ đã bị quân du kích còng tay và xử bắn.

## Hồi hương hài cốt
Ngày 11 tháng 11 năm 2003. Howard Dean xác nhận rằng đội đặc nhiệm liên hợp Lào-Mỹ đã phát hiện ra hài cốt được cho là của em trai ông, và phân tích DNA sau đó xác nhận rằng hài cốt này đúng là của Charles. Tháng 5 năm 2004, hài cốt của Charles được chôn cất với sự tham dự của ba anh trai và mẹ anh. Cái chết của Charles đã được Howard Dean thông báo rộng rãi là có ảnh hưởng lớn đến cuộc đời ông; hầu hết các ngày, ông ấy đều đeo một chiếc thắt lưng da màu đen từng thuộc về Charles.